# 新大陆 (北京市道路)
39°54′05″N 116°23′41″E / 39.90140°N 116.39464°E
新大陆是北京市东城区西部的一条道路，呈曲尺形，西起天安门广场东侧路，与毛主席纪念堂相对，向东后向南折，至东交民巷止。
“新大陆”是由“新大路”讹传而来，并非某一时间更名，至今两个名字仍然并用。但官方名称为“新大陆”，在西口有一块写着“新大陆”的路牌。
新大陆西口处有一个供天安门广场游客使用的存包处，称为毛主席纪念堂存包处。

## 来历
此地在清朝时为千步廊地区，至1900年以前新大陆东西段所在区域为礼部院内。而南北段原为兵部街的一部分，街以东为鸿胪寺、钦天监和太医院等。1900年庚子国变之后，兵部街以东被划为使馆区，建立了俄国兵营；兵部街以西的各部虽得以保留，但礼部最南侧划出一半给使馆区，建设了法国医院。
1912年辛亥革命后北京的政府机关发生了一定的变动。1914年礼部原址改为财政部盐务署，随后又随财政部迁走。1917年礼部原址开始建设北京邮政管理局新楼，1922年建成。邮政局的建设拆除了原礼部的建筑，在原礼部与法国医院等建筑分隔的南墙处新辟一条路，是为今日新大陆的东西段。该东西路在1928年的地图中已被标为“新大路”。
根据档案，1935年10月1日有过“北平邮政管理局请修理新大陆地沟事宜与工务局的来往函”，可见新大路被称为“新大陆”最迟不超过1935年。